# Силом партнери
Силом партнери (енгл. Cradle 2 the Grave), или алтернативно Од колевке до гроба је акциони трилер филм Анджеја Бартковјака из 2003. године. У филму глуме Џет Ли, Ди-Ем-Екс и Марк Дакаскос.
Након што Ентони украде необичне непроцењиве дијаманте, прави власник киднапује његову ћерку у покушају да их врати. Одлучан да је спасе, Ентони се удружује са високообученим тајванским полицајцем.

## Радња
Филм почиње са групом лопова, предвођених Ентонијем Фејтом, који покушавају да украду дијаманте за Француза по имену Кристоф, који је дилер за мистериозног послодавца. Када се Фејт обрати Кристофу, тајвански обавештајац по имену Су прекида разговор и покушава да идентификује починиоце.
Док тим прикупља што више дијаманата, укључујући и кесу црних дијаманата, агент Су зове Фејта и захтева да он и његов тим оставе дијаманте у магацину, упозоравајући га да је полиција на путу. Међутим, Фејт игнорише ово упозорење и криминалци покушавају да побегну кроз блокаду специјалаца. Док Фејт, Дарија и Томи покушавају да побегну, агент Су хвата Милса и узима свој део дијаманата. На разочарање, Су не налази црне дијаманте код Милса. У међувремену, Фејт тражи од свог пријатеља Арчија да процени црне дијаманте које је украо. По доласку на Међународни аеродром у Сан Франциску, Кристофов мистериозни послодавац, Лин, Синов помоћник, је обавештен да је Кристоф нападнут и да су Фејт и његова банда узели црне дијаманте.
Касније те ноћи, Фејт случајно среће Суа. У исто време, Фејт прима телефонски позив од Лина, који захтева да му преда црне дијаманте. Фејт одбија и након тога га нападају два послушника. Уз помоћ Суа, он их побеђује и бежи. Након туче, Арчи каже Фејту да су гангстери дошли у његову радионицу и захтевали и црне дијаманте. Арчи признаје да је дао камење гангстерима како би себи спасао живот. Фејт такође добија још један позив од Лина, који је киднаповао Фејтову ћерку, Ванесу, да убеди Фејта да се одрекне дијаманата. Са заједничким непријатељем, Фејт и Суов тим су кренули да врате дијаманте и спасу Ванесу од Лина.
Фејт посећује затвореног господара злочина Џамп Чејмберса. Када Чејмберс одбије да помогне, Фејт одлази у Чејмберсов ноћни клуб, надајући се да ће камење пронаћи негде у канцеларији. План иде по злу и Фејт и банда одлазе празних руку. У међувремену, Су и Арчи одлазе у подземни клуб да пронађу гангстере који су напали Арчија. Пошто гостима није дозвољен улазак у клуб, Су је принуђен да глуми учесника туче. Током Суове борбе, Арчи види човека којег траже, препознајући његов прстен. Сазнају да су дијаманти сакривени у купатилу са пеном у Чејмберсовој канцеларији. Када се врате у ноћни клуб да врате дијаманте, сазнају да су Линови људи већ узели камење. У међувремену, закључана у комбију, везана и зачепљених уста, Ванеса се ослобађа и проналази стари мобилни телефон са којег зове свог оца. Пре него што се батерија телефона испразни, Ванеса даје назнаке где се налази. Са овим траговима, банда претпоставља да је Ванеса задржана у аеродромском хангару.
Схвативши да Лин жели да прода камење, Су открива да то заправо нису црни дијаманти, већ кристали синтетичког плутонијума, које је Лин напунио монструозним нивоом енергије користећи тајландски ласер. Група хитно почиње да тражи аеродром на који ће ноћу слетети велики број приватних авиона. Након проналаска правог аеродрома, група креће у хангар, где је Линова аукција већ у току. Долази до туче, а Фејт и његов тим уклањају чланове Линовог тима. Ванеса је спашена, а Лин се супротставља Суу, који му на крају гурне капсулу синтетичког плутонијума у грло и активира је, узрокујући да Лин гори изнутра. Када полиција стигне, Фејт обећава да ће прекинути своју криминалну каријеру како би водио сигуран и срећан живот са Ванесом и Даријом, а Су обећава да ће уложити сав свој утицај у то.
У бонус сцени преко кредита, Томи и Арчи планирају да направе филм са сопственом причом, користећи познате глумце као што су Мел Гибсон и Дензел Вашингтон. Планирају да добију редитеља филмова Излазне ране и Ромео мора да умре (Анџеј Бартковјак).